# Soroush-Ölfeld
Koordinaten: 28° 53′ 13″ N, 49° 36′ 24″ O
Das Soroush-Ölfeld ist ein iranisches Offshore-Ölfeld im Persischen Golf. Es wurde 1962 entdeckt und liegt 82 km südwestlich von Charg. Etwa 53 km entfernt befindet sich das Nowruz-Ölfeld.